# Mémorial d'Ipumbu Ya Tshilongo
Le mémorial du roi Ipumbu Ya Tshilongo est situé à Onashiku, dans la région d'Omusati en Namibie. Le site a été classé monument national le 31 juillet 2014 puis déprotégé.